# 프랑스 국립민중극장

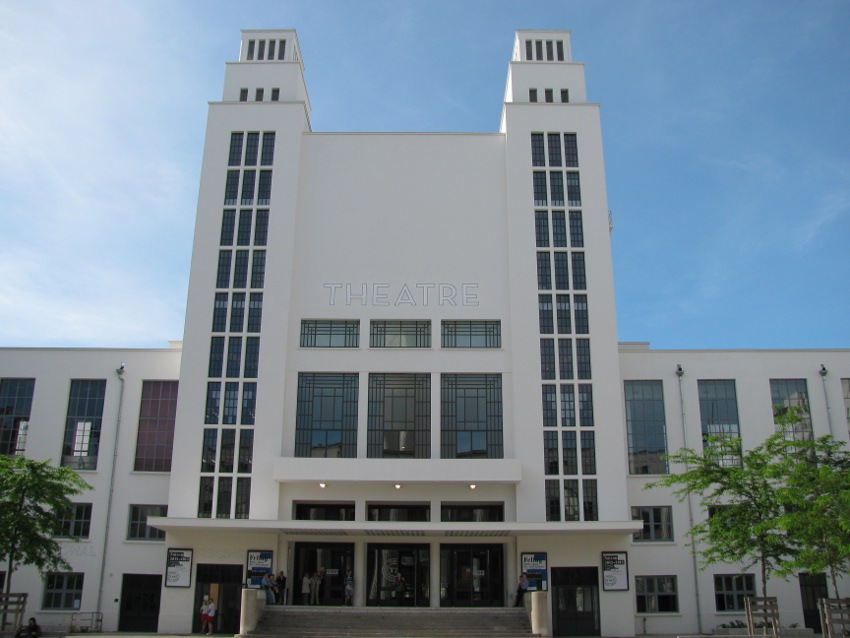
프랑스 국립민중극장

프랑스 국립민중극장(Théâtre National Populaire)은 1912년 폴 본쿠르가 발안하고 국회의 승인을 얻어 구(舊) 토로카데로궁에 설치된 프랑스 제3의 연극을 위한 국립극장이다.
제미에가 초대 극장장이 되었고 1933년에는 플티에가 뒤를 이었으나 토로카데로궁이 파괴되고, 샤이요궁이 재건된 후로는 아브람, 알드베일 등으로 극장장이 바뀌었으나 그 광대한 무대와 2,800석의 객석을 가진 대극장의 운영은 쉽지 않았다. 1951년에는 장 빌라드가 책임을 맡아 제랄 필립, 마리아 카자레스, 조르주 윌슨, 다니엘 소라노 등 뛰어난 배우진을 갖추고, 독특한 연출과 관객동원 방식으로 성공하여 파리극계 중심이 되었다. 근로계급과 학생을 위해 입장료·개연시간(開演時間)을 잘 맞추고 내외의 정평있는 고전이나 현대극을 상연하였다. 1963년 이후에는 윌슨이 뒤를 이었다.